# Tournefortia acutiflora
Tournefortia acutiflora là loài thực vật có hoa trong họ Mồ hôi. Loài này được M.Martens & Galeotti miêu tả khoa học đầu tiên năm 1844.